# Die Bären sind los (2005)
Die Bären sind los (Originaltitel: Bad News Bears) ist eine US-amerikanische Sportkomödie aus dem Jahr 2005 und gleichzeitig eine Neuverfilmung der Sportkomödie Die Bären sind los aus dem Jahr 1976. Regie führte Richard Linklater, das Drehbuch schrieben Bill Lancaster, Glenn Ficarra und John Requa.

## Handlung
Der Baseballspieler Morris Buttermaker hat ein Alkoholproblem. Er wird als Coach der Kindermannschaft der Bären eingestellt, die das erste Spiel unter seiner Aufsicht verliert. Buttermaker nimmt in das Team Amanda Whurlitzer auf, die elfjährige Tochter seiner Ex-Freundin. Ebenfalls aufgenommen wird Kelly Leak, der als unangepasst gilt.
Die Bären fangen an, Spiele zu gewinnen. Sie spielen gegen die Yankees, die von Roy Bullock trainiert werden. Dieses Spiel verlieren sie mit 8 zu 7 Punkten. Buttermaker und sein Team feiern trotzdem ihren heroischen Kampf mit alkoholfreiem Bier.

## Kritiken
Brian Lowry schrieb in der Zeitschrift Variety vom 18. Juli 2005, der Film sei etwas „dreckiger“ im Ton als der Originalfilm, aber er biete genügend Lacher. Bis auf Billy Bob Thornton seien die Darsteller dem Film nicht gewachsen. Der Film sei zu derb für kleine Kinder. Die Produktplatzierungen seien nicht besonders subtil.
Michael Rechtshaffen lobte in der Zeitschrift The Hollywood Reporter vom 18. Juli 2005 die Darstellung von Billy Bob Thornton, das Drehbuch und den Regisseur, der sich in „einem Höhenflug“ befinde. Einige Momente seien jedoch nicht voll zufriedenstellend. Der Film sei eindeutig besser als die beiden Fortsetzungen des Originalfilms.
Das Lexikon des internationalen Films schrieb, der Film leide „an der platten Inszenierung seiner Gags ebenso wie an der Tatsache, dass die Jugendlichen keine wirkliche Kontrastfolie zu ihrem Coach abgeben, wodurch die Punk-Attitüde des Films“ verpuffe. Billy Bob Thornton interpretiere „den Part des Coach, den im Original Walter Matthau spielte, in Anlehnung an seine Rolle in Bad Santa als obszönen Wüstling“.

## Auszeichnungen
Der Film wurde im Jahr 2005 für den Teen Choice Award nominiert. Das Ensemble der Kinderdarsteller erhielt 2006  den Young Artist Award in der Kategorie "Best Performance in a Feature Film - Young Ensemble Cast".

## Hintergründe
Der Film wurde in Los Angeles gedreht. Seine Produktionskosten betrugen schätzungsweise 30 Millionen US-Dollar. Der Film spielte in den Kinos der USA ca. 32,9 Millionen US-Dollar ein. In einigen Ländern wie Brasilien, Italien und Ungarn wurde er direkt auf DVD veröffentlicht.